# El Álamo (pel·lícula de 1960)
El Álamo (títol original en anglès: The Alamo) és un pel·lícula de western del 1960 dirigit per John Wayne i interpretant per ell mateix, Richard Widmark i Laurence Harvey en els papers principals. La pel·lícula fou nominada a diferents categories dels Premis Oscar de 1960: millor pel·lícula, millor actor secundari (Chill Wills), millor fotografia en color, millor muntatge, millor banda sonora, millor so, millor cançó (Dimitri Tiomkin i Paul Francis Webster per The Green Leaves of Summer); finalment només guanyaria l'Oscar al millor so. Ha estat doblada al català.

## Argument[3]
El 1836, cent vuitanta-cinc civils americans insubmisos a Mèxic, entre els quals els llegendaris Davy Crockett i Jim Bowie, queden assetjats a San Antonio durant la Guerra d'independència de Texas es sacrifiquen per fer front als assalts de les primeres columnes d'homes de les tropes regulars mexicanes esperant l'arribada de l'exèrcit texà.

## Repartiment
- John Wayne: Coronel Davy Crockett
- Richard Widmark: Jim Bowie
- Laurence Harvey: Coronel William B. Travis
- Frankie Avalon: Smitty
- Patrick Wayne: Capità James Butler Bonham
- Linda Cristal: Graciela Carmela Maria 'Flaca' de Lopez y Vejar
- Joan O'Brien: Sra. Sue Dickinson
- Chill Wills: Beekeeper
- Joseph Calleia: Juan Seguin
- Ken Curtis: Capità Almeron Dickinson
- Carlos Arruza: Tinent Reyes
- Jester Hairston: Jethro
- Veda Ann Borg: Blind Nell Robertson